# Юзефович Іван
Іва́н Юзефо́вич († 1625) — священик церкви святого Василія в Києві.
1625 року забитий міщанами і козаками за те, що вважав себе уніатом.
На початку 1625 налаштовані проти уніатів козаки вчинили напад на дім Ю. та встановили контроль над церквою Святого Василія. Акція відбулася за наказом запорозького гетьмана К.Андрієвича під керівництвом полковника Антона Лазаренка  і полковника Я.Чигиринця. Приводом до виступу стали чутки про нібито "запечатування" православних церков й антиправославні наміри та дії членів Київського магістрату . Під час акції козаки вбили православного священика І.Юзефовича, схопили і згодом стратили київського війта Ф.Ходику , від їхніх дій постраждали також магістратські урядники, яких було запідозрено в потуранні унії (див. Берестейська церковна унія 1596 ). 
Однак уже 6 лютого 1625 у володіння церквою Святого Василія вступив унійний митрополичий намісник М.Корсак. 7 липня 1626 за наказом православного митрополита Київського, Галицького і всієї Русі І.Борецького церкву Святого Василія відібрали в уніатів та передали православному священикові Мойсею Івановичу, синові Ю. Ці події набули широкого розголосу в політичних колах Речі Посполитої (польський уряд скористався ними для політичного тиску на козаків під час укладення Куруківської угоди 1625 ), а також у Московії. 